# Deutsche Fechtmeisterschaften 1978
Bei den Deutschen Fechtmeisterschaften 1978 wurden Einzel- und Mannschaftswettbewerbe in den Disziplinen Herrendegen, Herrensäbel und Herrenflorett ausgetragen. Bei den Damen wurde nur Florett gefochten. Die Mannschaftsmeisterschaften fanden beim Fecht-Club in Tauberbischofsheim statt. Die Meisterschaften wurden vom Deutschen Fechter-Bund organisiert.
Vier Titel gingen an den FC Tauberbischofsheim, einzig der Titel im Herren-Säbel ging an den OFC Bonn. Das Florett bei den Herren gewann Thomas Bach, bei den Damen siegte Cornelia Hanisch. Im Degen gewann Alexander Pusch, im Säbel Jörg Stratmann.

## Herren

### Florett (Einzel)
| Platz | Sportler        | Verein                |
| ----- | --------------- | --------------------- |
| 1     | Thomas Bach     | FC Tauberbischofsheim |
| 2     | Albrecht Wessel | OFC Bonn              |
| 3     | Klaus Reichert  | OFC Bonn              |

### Florett (Mannschaft)
| Platz | Verein                | Sportler                                                            |
| ----- | --------------------- | ------------------------------------------------------------------- |
| 1     | FC Tauberbischofsheim | Thomas Bach Matthias Behr Joachim Schäffner Harald Hein Mathias Gey |
| 2     | OFC Bonn              |                                                                     |
| 3     | TG Dörnigheim         | Christoph Frohwein Detlef Diederichs Dieter Seifried                |

### Degen (Einzel)
| Platz | Sportler          | Verein                |
| ----- | ----------------- | --------------------- |
| 1     | Alexander Pusch   | FC Tauberbischofsheim |
| 2     | Reinhold Behr     | FC Tauberbischofsheim |
| 3     | Christian Adrians | FC Tauberbischofsheim |

### Degen (Mannschaft)
| Platz | Verein                | Sportler                                                           |
| ----- | --------------------- | ------------------------------------------------------------------ |
| 1     | FC Tauberbischofsheim | Reinhold Behr Axel Jäger Volker Fischer Oskar Muck Alexander Pusch |
| 2     | GW Berlin             |                                                                    |
| 3     | USC München           |                                                                    |

### Säbel (Einzel)
| Platz | Sportler          | Verein             |
| ----- | ----------------- | ------------------ |
| 1     | Jörg Stratmann    | FSG Iserlohn       |
| 2     | Michael Dehmer    | TSV Bayer Dormagen |
| 3     | Lutz Schirrmacher | München            |

### Säbel (Mannschaft)
| Platz | Verein                 | Sportler |
| ----- | ---------------------- | -------- |
| 1     | OFC Bonn               |          |
| 2     | TSV Bayer Dormagen     |          |
| 3     | TSG Eintracht Dortmund |          |

## Damen

### Florett (Einzel)
| Platz | Sportler         | Verein                  |
| ----- | ---------------- | ----------------------- |
| 1     | Cornelia Hanisch | Fechtclub Offenbach     |
| 2     | Ute Wessel       | OFC Bonn                |
| 3     | Jutta Höhne      | Königsbacher SC Koblenz |

### Florett (Mannschaft)
| Platz | Verein                | Sportler                                                                           |
| ----- | --------------------- | ---------------------------------------------------------------------------------- |
| 1     | FC Tauberbischofsheim | Karin Rutz-Gießelmann Susanne Adrians Gudrun Lotter Sabine Bischoff Elke Schäffner |
| 2     | Fechtclub Offenbach   |                                                                                    |
| 3     | Heidenheimer SB       |                                                                                    |